# M. Streicher
M. Streicher GmbH & Co. KG war eine Gießerei und Fahrzeugfabrik.

## Geschichte
Der Formermeister Johann Michael Streicher (* 1836; † 1890) gründete 1871 in Cannstatt eine Eisengießerei. Diese wurde 1901 durch eine Dampfkesselfabrik ergänzt, die Streichers Schwiegersohn Carl Simon einrichtete. Als Zweigwerk kam 1921 eine Stahlgießerei in Asperg hinzu, die einzige ihrer Art in Württemberg. Zehn Jahre später wurde das Unternehmen noch um eine Fahrzeugfabrik ergänzt. Produziert wurden Spezialfahrzeuge für kommunale Zwecke, etwa Saugkehrmaschinen, Spreng- und Spülwagen etc. Auch Fahrzeuge zur Schienenpflege stellte Streicher her. Die Unternehmensgeschichte endete 1982 mit dem Antrag auf Konkurs. Die Initialen „MS“ des Gründers Michael Streicher sind noch auf zahlreichen Schachtdeckeln zu finden, die in Cannstatt gegossen wurden.
Die Grabstätte der Familie Streicher befindet sich auf dem Uff-Kirchhof. Die gründerzeitliche Villa Streicher in der Krefelder Straße 14 in Bad Cannstatt wurde mehrere Jahre lang vom Buchbinder-Colleg genutzt und musste dann an das Elektrotechnologiezentrum der Stuttgarter Elektro-Innung verkauft werden.

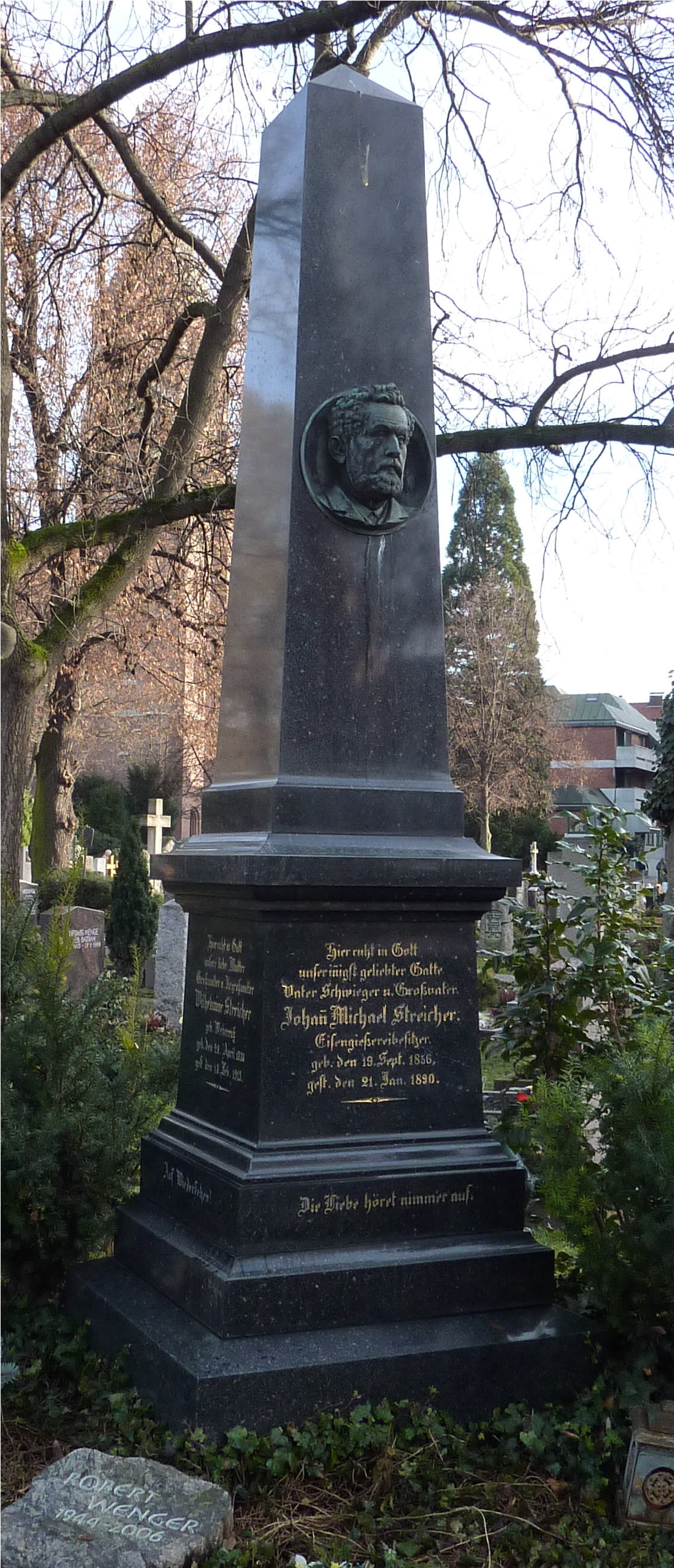
Grabmal der Familie Streicher
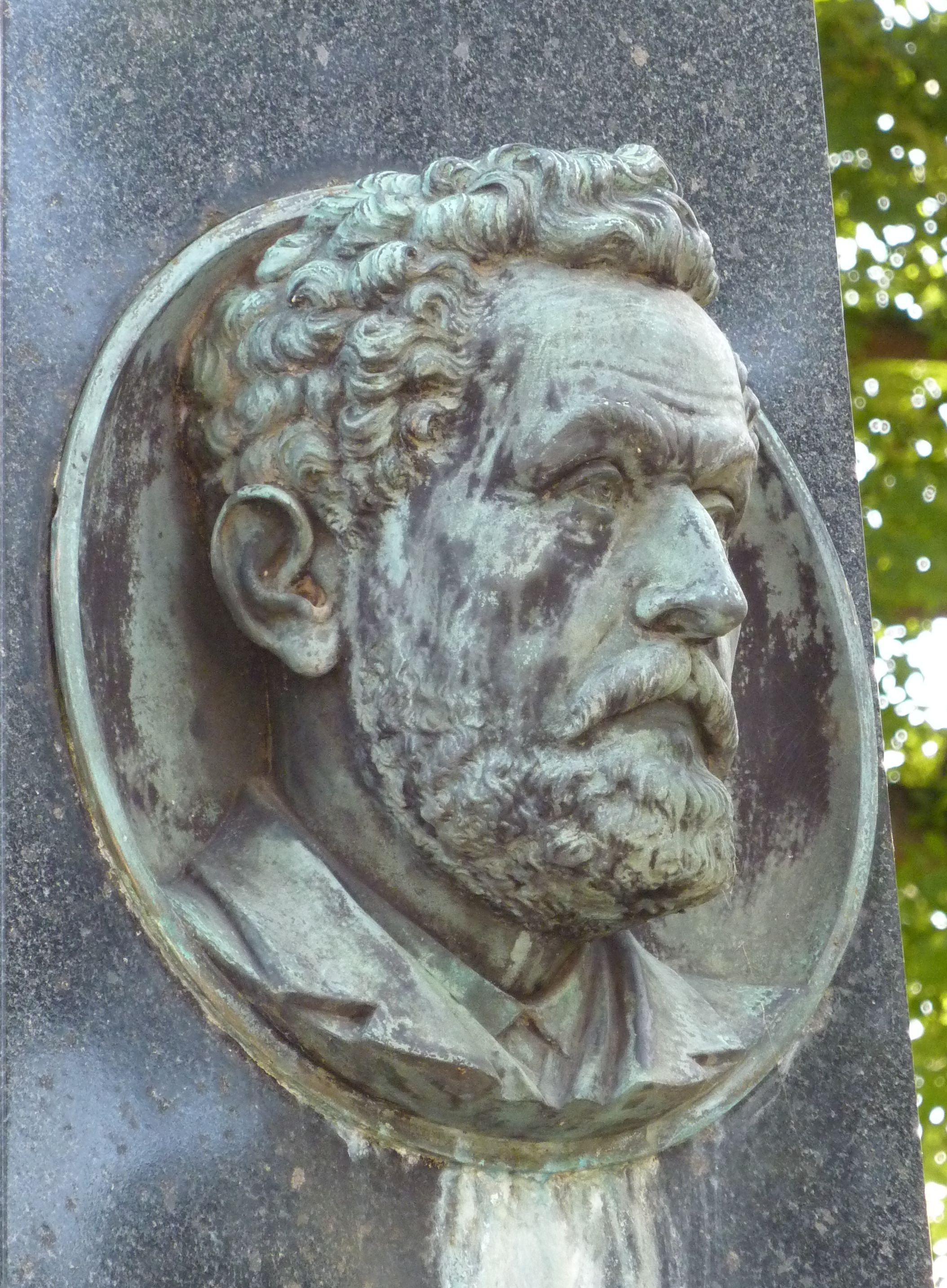
Porträt Johann Michael Streichers
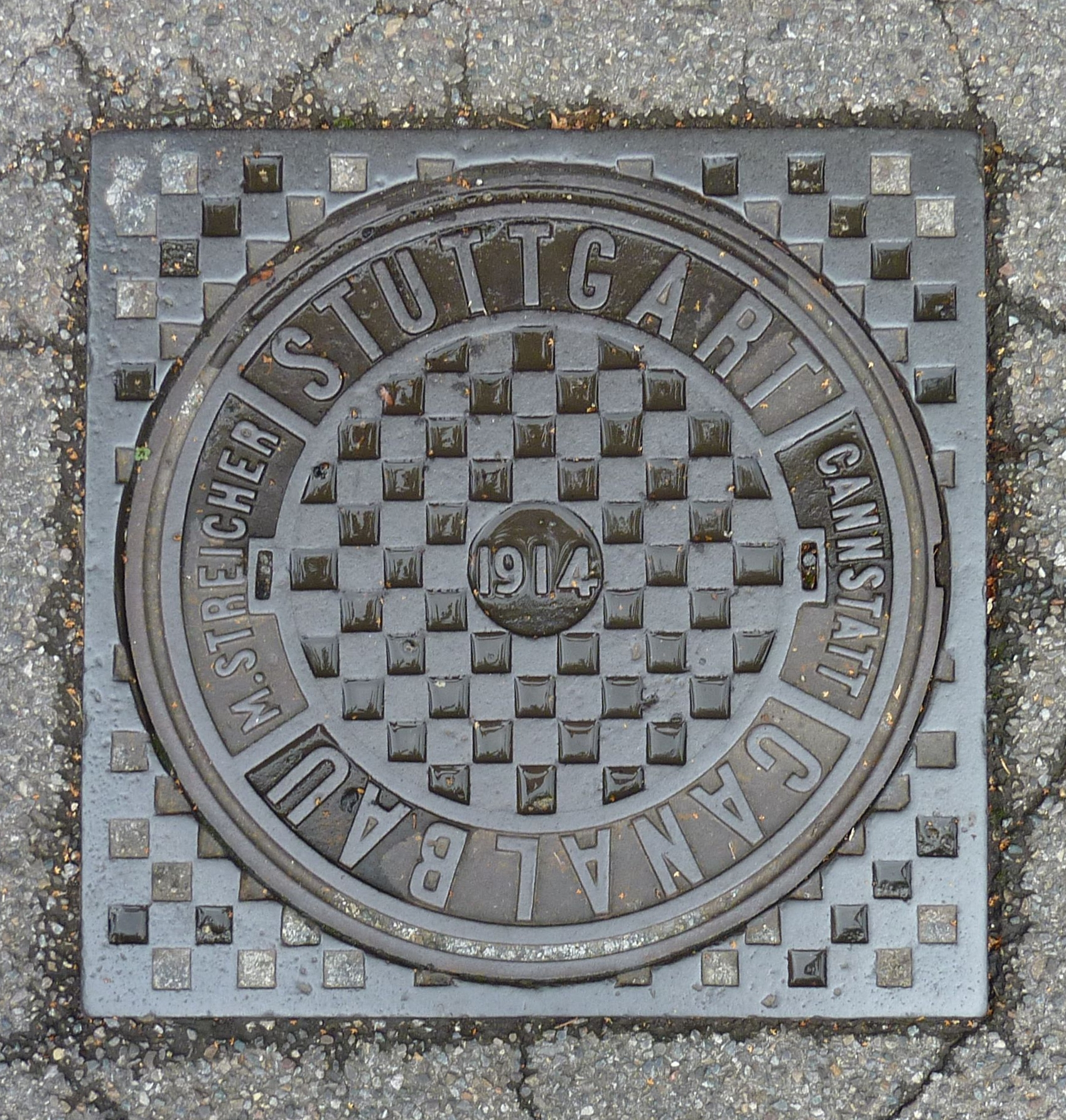
Schachtdeckel von 1914 beim Stuttgarter Waldfriedhof
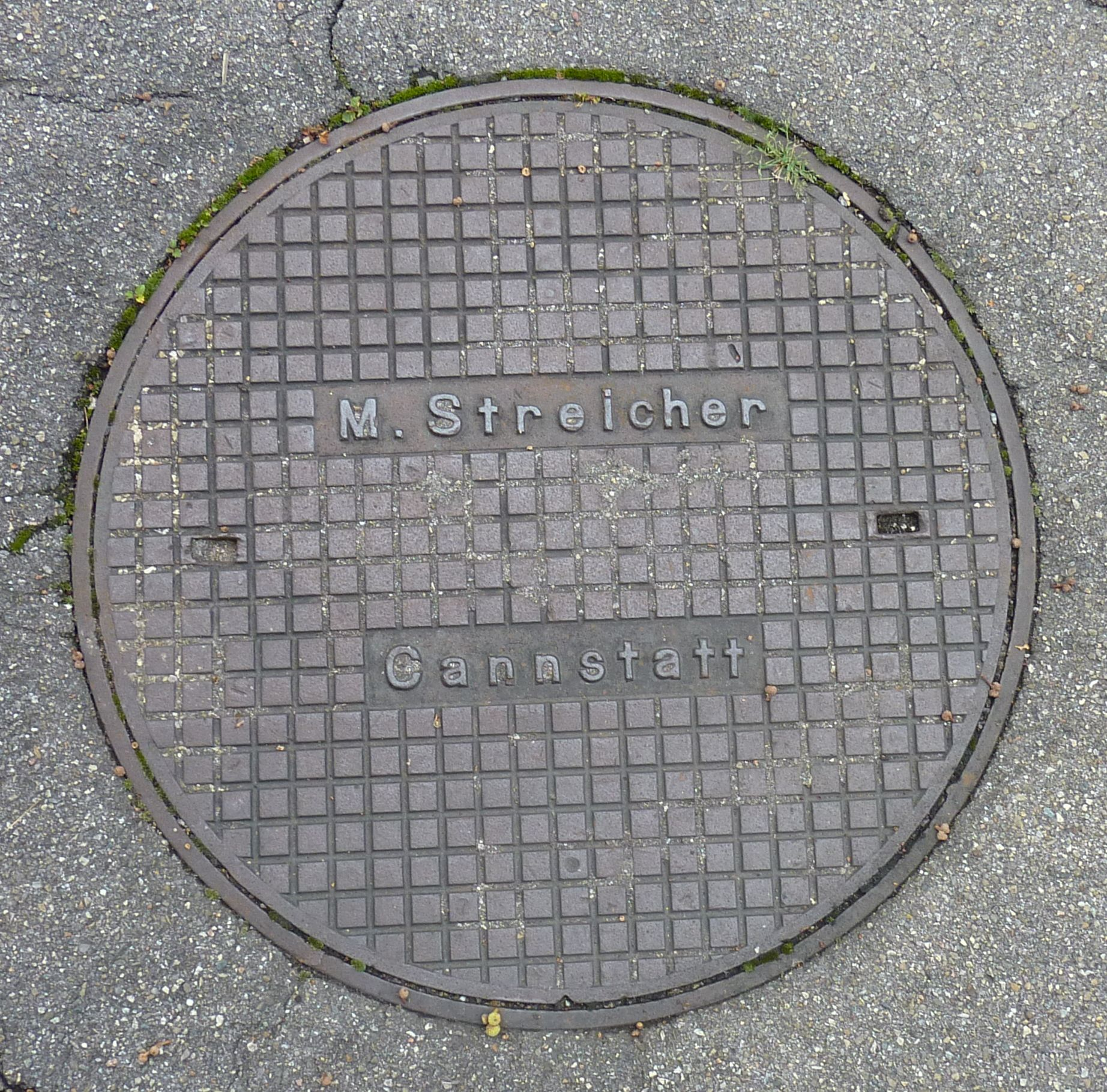
Undatierter Schachtdeckel beim Stuttgarter Waldfriedhof
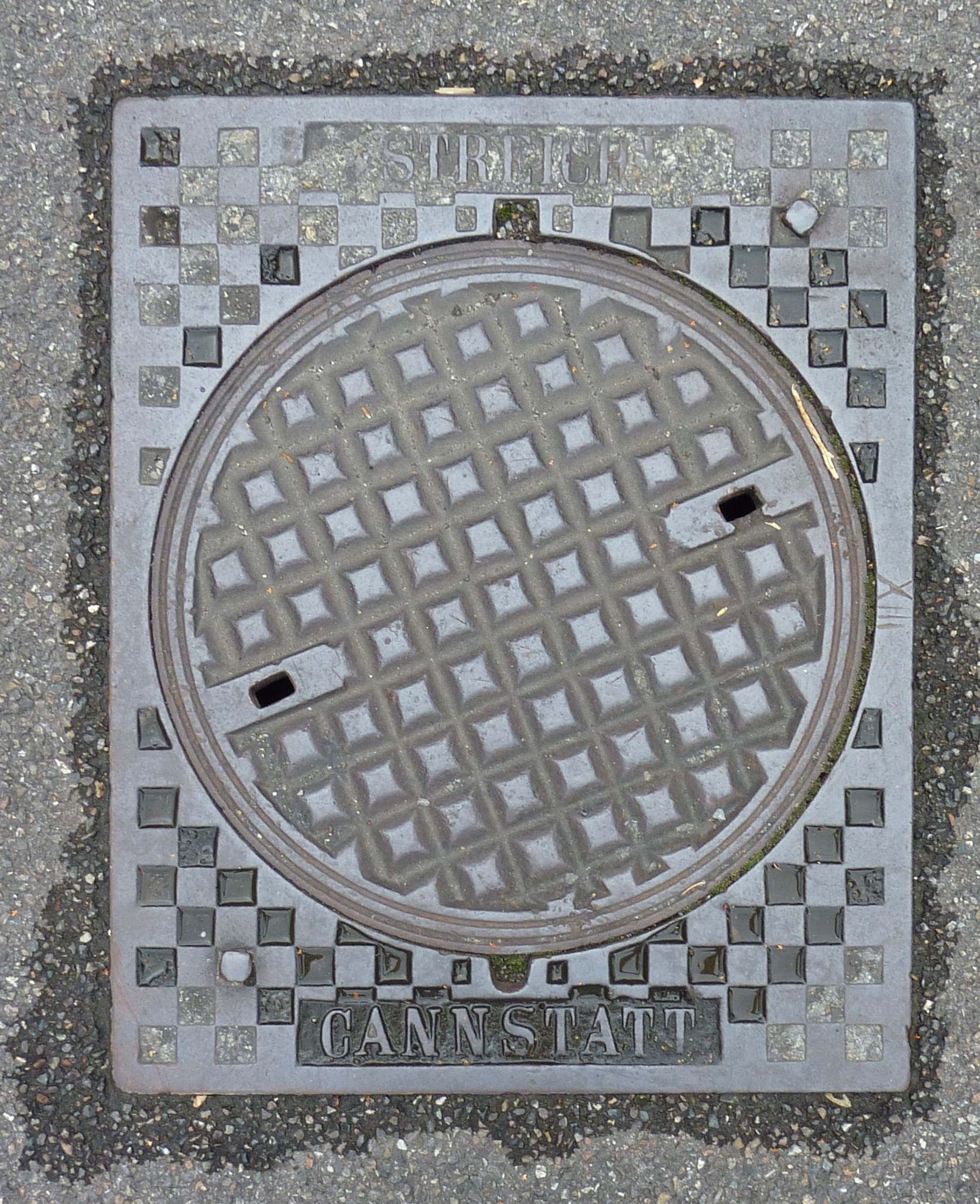
Undatierter Schachtdeckel beim Stuttgarter Waldfriedhof